# Skórniczek jałowcowy

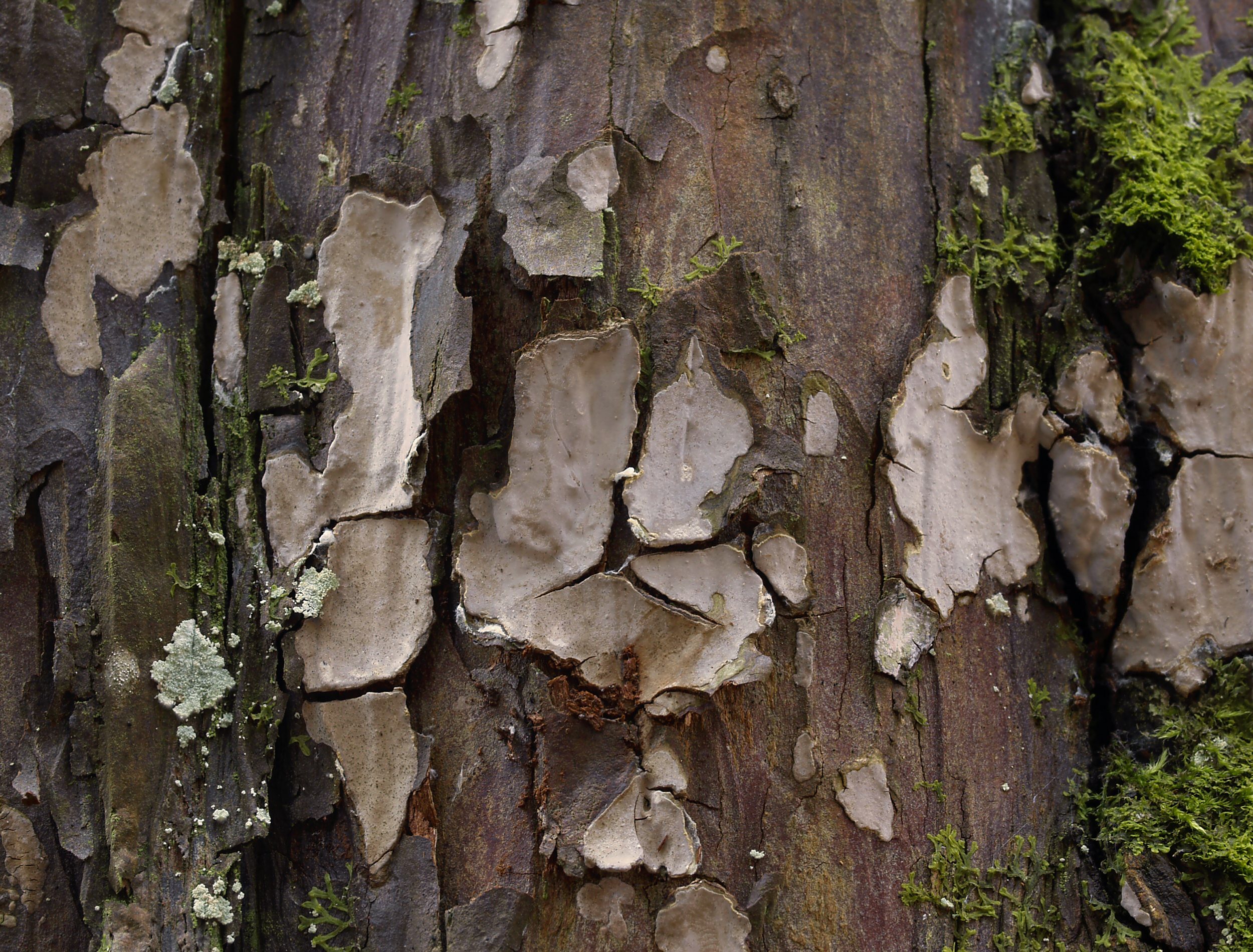

Skórniczek jałowcowy (Amylostereum laevigatum (Fr.) Boidin) – gatunek grzybów z rodziny Echinodontiaceae.

## Systematyka i nazewnictwo
Pozycja w klasyfikacji według Index Fungorum: Amylostereum, Echinodontiaceae, Russulales, Incertae sedis, Agaricomycetes, Agaricomycotina, Basidiomycota, Fungi.
Po raz pierwszy takson ten opisał w 1828 r. Elias Fries, nadając mu nazwę Thelephora laevigata. Obecną, uznaną przez Index Fungorum nazwę nadał mu w 1958 r. Jacques Boidin.
Ma 14 synonimów. Niektóre z nich:
- Gloeocystidiellum laevigatum (Fr.) Y. Hayashi 1974
- Stereum juniperi (P. Karst.) Boidin 1957[2].

Polską nazwę nadał mu Stanisław Domański w 1991 r.

## Morfologia
Owocnik
Rozpostarty, ale jego brzegi wraz z zewnętrzną warstwą kory mogą być odgięte od podłoża. Powierzchnia hymenialna gładka, po wyschnięciu często drobno popękana, o barwie od jasnobrązowej do ochrowej, a u starszych okazów nawet szarawa.
Cechy mikroskopowe
System strzępkowy monomityczny, składający się z bogato rozgałęzionych, cienkich do grubościennych strzępek o średnicy od 3–4 µm ze sprzążkami. Podstawki wąsko maczugowate, 25–30 × 4–6 µm z 4 sterygmami i sprzążką bazalną. Cystydy liczne, grubościenne, brązowe lub żółtawobrązowe i na wierzchołkach inkrustowane. Część inkrustowana ma wymiary 20–30 × 5–6 µm. Młode cystydy cienkościenne i szydłowate. Zarodniki cylindryczne lub wąsko elipsoidalne, 7–12 × 3–4 µm, gładkie i amyloidalne.
Gatunki podobne
Podobny jest skórniczek jodłowy (Amylostereum chailletii), zwłaszcza jego okazy o rozpostartym owocniku. Morfologicznie bardzo trudne do odróżnienia są także owocniki skórniczka świerkowego (Amylostereum areolatum), zwłaszcza młode i rozpostarte.

## Występowanie i siedlisko
Występuje w Ameryce Północnej, Europie i Azji. W Europie jest szeroko rozprzestrzeniony i podano wiele jego stanowisk. Również w Polsce nie jest rzadki. W. Wojewoda w 2003 r. przytacza wiele jego stanowisk. Aktualne stanowiska podaje także internetowy atlas grzybów. Znajduje się w nim na liście gatunków zagrożonych i wartych objęcia ochroną.
Nadrzewny grzyb saprotroficzny. Występuje w lasach, zaroślach, parkach, polanach i w uprawach na martwym drewnie jałowca pospolitego – na jego pniu i gałęziach. Występuje także na cisach, ale rzadko.